# Mikael Juul Hvorslev
Mikael Juul Hvorslev (* 25. Dezember 1895 in Allinggaard, Svostrup, Dänemark; † 7. Dezember 1989) war ein dänischer Pionier der Bodenmechanik.
Hvorslev machte 1913 in Viborg sein Abitur und studierte Bauingenieurwesen an der Technischen Hochschule Dänemarks, wo er 1918 seinen Abschluss machte. Danach arbeitete er als Ingenieur bei der Errichtung von Stahlbeton- und Industriebauten in Frankreich und Dänemark. 1921 bis 1932 war er am Bau von Wasserkraftwerken und Dämmen in den USA und Kolumbien beteiligt. Danach ging er wieder zur Universität und studierte Geotechnik an der Universität Wien bei Karl von Terzaghi, wo er 1936 promoviert wurde (Über die Festigkeitseigenschaften gestörter bindiger Böden). In seiner Dissertation entwickelte er ein eigenes Ringschergerät, der es ermöglichte bei der  Untersuchung der Scherfestigkeit von Böden zu reproduziblen Ergebnissen zu kommen. Er berichtete darüber auf dem ersten Internationalen Kongress für Bodenmechanik und Grundbau in Harvard 1937. 1938 bis 1946 arbeitete er im Bodenmechanik Labor von Terzaghi und Arthur Casagrande an der Harvard University und danach ab 1946 als Wissenschaftler und später Berater an der Waterways Experimental Station (WES) des United States Army Corps of Engineers in Vicksburg (Mississippi), wo er an vielen geotechnischen Projekten von Panama bis Grönland beteiligt war. 1965 ging er offiziell in den Ruhestand, beriet aber weiter bis 1976.
Am WES forschte er unter anderem über die Entnahme ungestörter Bodenproben (Subsurface explorations and sampling of soils for civil engineering purposes, WES 1948).
1946 wurde ihm der Lehrstuhl für Hafenbau und Grundbau an der Technischen Universität Dänemarks angeboten, er lehnte aber ab. Er war Mitglied der dänischen Akademie für Technikwissenschaften und Ehrenmitglied der dänischen geotechnischen Gesellschaft. 1969 erhielt er den Forschungspreis der US-Armee. 1957 erhielt er den Walter L. Huber Forschungspreis der ASCE, deren Ehrenmitglied er 1979 wurde. 1965 erhielt er den Terzaghi Preis.